# Giovanni Santucci
Giovanni Santucci (ur. 14 maja 1949 w Pietrasanta) – włoski duchowny katolicki, biskup Massa Carrara-Pontremoli w latach 2010–2021.

## Życiorys
Święcenia kapłańskie otrzymał 28 czerwca 1974 i został inkardynowany do archidiecezji Pizy. Pracował głównie jako duszpasterz parafialny, był także m.in. członkiem diecezjalnej rady ekonomicznej oraz rektorem seminarium.
28 października 1999 papież Jan Paweł II mianował go ordynariuszem diecezji Massa Marittima-Piombino. Sakry biskupiej udzielił mu 5 grudnia 1999 ówczesny biskup Arezzo – Gualtiero Bassetti.
19 maja 2010 papież Benedykt XVI mianował go biskupem Massa Carrara-Pontremoli.
15 stycznia 2021 papież Franciszek przyjął jego rezygnację z pełnionej funkcji.